# Meandrina danae
Meandrina danae là một loài san hô trong họ Meandrinidae. Loài này được Milen-Edwards & Haime mô tả khoa học năm 1948.